# TET2
Le TET2 (pour « Ten-eleven-translocation 2 ») est une méthylcytosine dioxygénase dont le gène, TET2 est situé sur le chromosome 4 humain.

## Rôles
Cet enzyme catalyse la transformation du méthylcytosine en 5-hydroxyméthylcytosine. Il intervient dans la différenciation des cellules souches hématopoïétiques.
Il augmente l'activité de l'HDAC2, une histone désacétylase, permettant la répression de l'interleukine 6, ayant, par ce biais, une action anti-inflammatoire.
Une déficience de la protéine pourrait faciliter la formation de l'athérome.
Il intervient dans la régulation épigénétique des cellules musculaires lisses.

## En médecine
La mutation du gène favorise la myéloprolifération et ainsi retrouvée dans certaines formes de leucémie aiguë myéloblastique. Elle peut être également responsable d'une hématopoïèse clonale retrouvée chez certaines personnes âgées sans maladie hématologique, avec un risque augmenté de survenue d'un infarctus du myocarde.
Dans l'hypertension artérielle pulmonaire, la protéine est très fréquemment détectée dans le sang et une mutation du gène est dépistée dans quelques formes rares.